# Paul Foulquié
Pour l’article ayant un titre homophone, voir Foulquier.
Paul Foulquié (16 mars 1893 - 6 septembre 1983) est un prêtre catholique, penseur et philosophe français connu pour ses livres sur la métaphysique, l''épistémologie, l'existentialisme et la psychologie, . Ses œuvres ont été traduites dans différentes langues,,.
Il était professeur de philosophie au Caousou, lycée catholique de Toulouse, de 1927 à 1945.

### Autres travaux
Comme traducteur :
- La République (1950)

Comme éditeur scientifique :
- Initiation à la vie politique et économique. Classe de 3e (1947)
- Discours de la méthode (1938)